# خان معين التجار
خان معين‌ التجار (بالفارسية: کاروانسرای معین‌التجار) هو خان تاريخي يعود إلى عصر القاجاريون، ويقع في الأهواز.